# ورزشگاه چندمنظوره المپیک زیره
ورزشگاه چندمنظوره المپیک زیره (انگلیسی: Zira Olympic Sport Complex Stadium) یک ورزشگاه در شهر باکو است که میزبانی بازی‌های خانگی باشگاه فوتبال زیره را برعهده دارد.